# 罗兰之歌
羅蘭之歌（法語：La Chanson de Roland）是一首法蘭西11世紀的史詩（武功歌），改編自西元778年查理曼統治時期發生的隆塞斯瓦耶斯隘口戰役。它是現存最古老的重要法語文學，在各種手稿中皆有提及，證明了它在12世紀至14世紀間，廣大且長久的流行。
創作的年份在1040年到1115年之間，因年代久遠作者已不可考。最早的版本出現在1040年左右，直到1115年為止，增加並修改了不少篇幅，最終的版本大約有4,000行的詩歌。這首史詩是武功歌中第一個也是最傑出的例子之一，與《熙德之歌》齊名。

## 內容
目前有眾多版本流傳下來。羅蘭之歌應該是描述查理曼與巴斯克人戰爭的史實，但是後人撰寫史詩時，往往將巴斯克換成回教徒，或是西班牙人。由於西班牙人與回教徒當時都不信奉基督教，因此後人認為這是一場宗教戰爭，因為其中一個對抗西班牙的版本，西班牙君主曾經要求查理大帝撤退，其條件就是，西班牙將會改信基督教。
主角羅蘭侯爵是查理大帝手下大將，十二聖騎士之一。
史詩記載八世紀時，伊斯蘭文化的奧米亞國王馬爾西留在伊比利半島與查理大帝的法蘭克大軍進行了曠日持久的艱苦奮戰。
後來馬爾西留決定表面講和，然後襲擊撤退的法蘭克軍隊。羅蘭不相信馬爾西留，主張抗戰，但在羅蘭的繼父加尼隆伯爵的建議下，查里大帝決定議和；羅蘭一開始推薦自己前往，但是伯爵奧利維因其脾氣火爆與驕傲而否定了這項提議並自薦，但查里大帝都不接受，羅蘭認為使者應派「充滿智慧」的加尼隆伯爵，故加尼隆伯爵被選中。但是使者是個非常危險的任務，故加尼隆伯爵對推薦自己的羅蘭懷恨在心。
加尼隆伯爵出使奧米亞時受馬爾西留餽贈大量金銀財寶賄賂，問他怎樣才能使查里大帝撤退，加尼隆伯爵說：「只要有羅蘭和其密友奧利維耶在，國王就不會結束戰爭。反之如果除掉二人，法蘭克就再也不會進軍了。」有了加尼隆伯爵當內應，馬爾西留議定與加尼隆裡應外合除掉羅蘭。
查里收到加尼隆伯爵帶來的回覆決定撤軍回法蘭克時，加尼隆伯爵為了害死羅蘭而推舉羅蘭作為殿後部隊。被蒙在鼓裡的羅蘭高興地接受了光榮的殿後任務，羅蘭和追隨他的十二聖騎士沒有意識到的奧米亞大軍有備而來的強襲。當到達隆司佛嶺時，羅蘭發現必須僅以兩萬人抵抗超過十萬人的敵軍，奧利維耶大呼要吹號角求援，但羅蘭為了維持騎士的榮譽而拒絕求援，願意犧牲性命讓查里大軍安全退回法蘭克，於是十二騎士就決心與敵人奮戰到底。查里後來發現了加尼隆伯爵的陰謀後扣押了加尼隆伯爵並將軍隊折回戰場拯救羅蘭。
羅蘭與他的聖騎士拚死奮戰，羅蘭英勇的斬下馬爾西留的右手與殺死馬爾西留的兒子暫時嚇退奧米亞大軍，已經傷疲不堪的羅蘭軍隨後又與增援的衣索比亞蘇丹國5萬大軍交戰。此戰十二聖騎士全員戰死，羅蘭戰致重傷時曾想把配劍杜蘭達爾（有恆久不變之意，又稱恆常之劍）破壞掉以免落入敵人手裡，但當他把劍砍向大理石的時候，岩石被砍斷而劍安然無恙，看到聖劍牢不可摧的羅蘭覺得自己的勇氣與戰意應該跟聖劍一樣堅固，挺著重傷的身軀做出最後反抗。
查里曼的軍隊到達戰場時打退所有殘存的敵人，但羅蘭與他忠勇的騎士早已全員陣亡。震怒的查里曼回國後以叛國罪名對加尼隆伯爵處以分屍極刑，加尼隆伯爵的家人親屬也遭處刑。

## 外部連結
- The Song of Roland - 古腾堡计划 (English translation of Charles Kenneth Scott Moncrieff)
- The Song of Roland--(Dorothy L. Sayers)  - 古滕堡分布式校对（加拿大）
- LibriVox中的公有领域有声书《The Song of Roland》

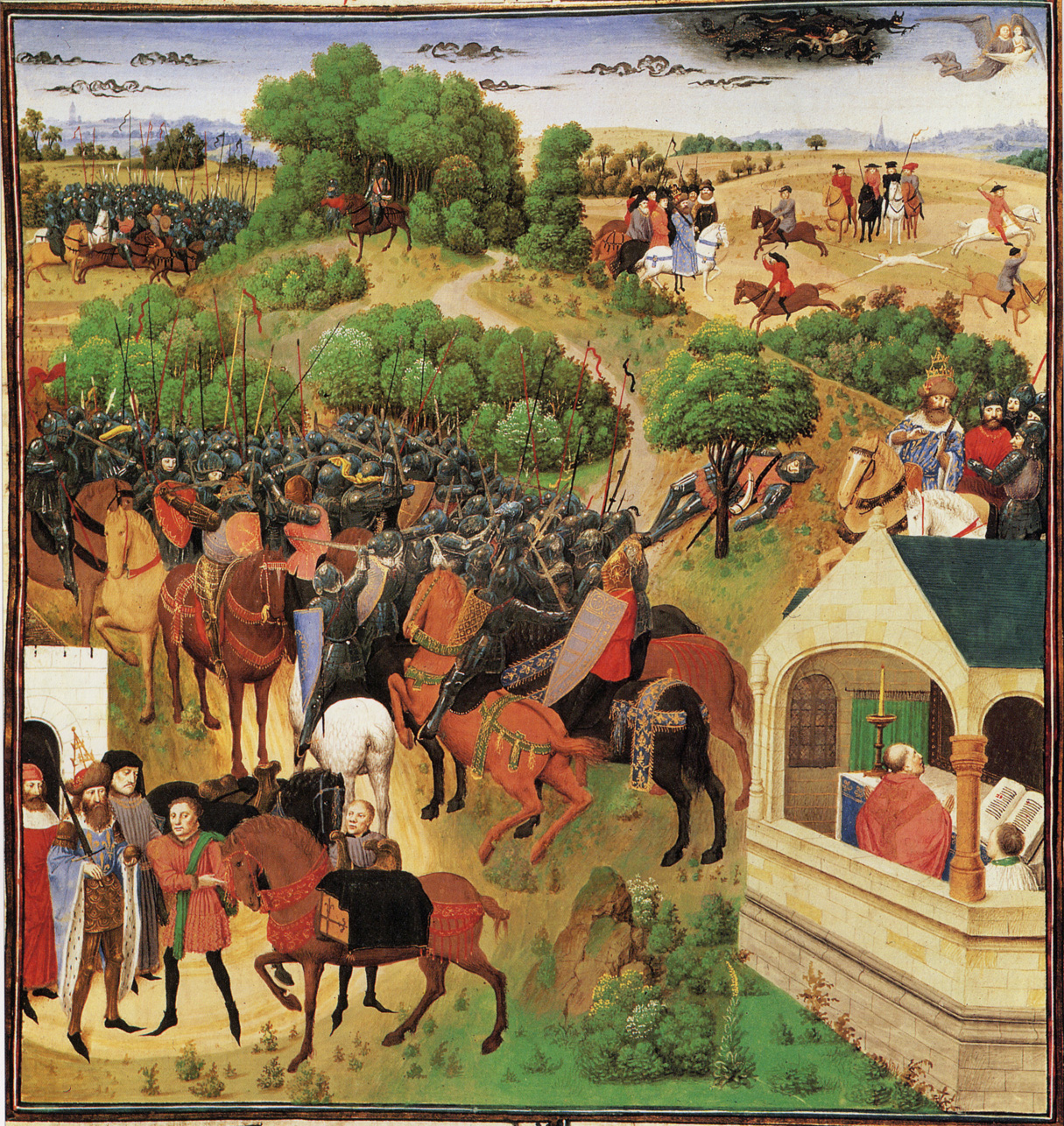
一張圖片呈現《羅蘭之歌》中的八個時期

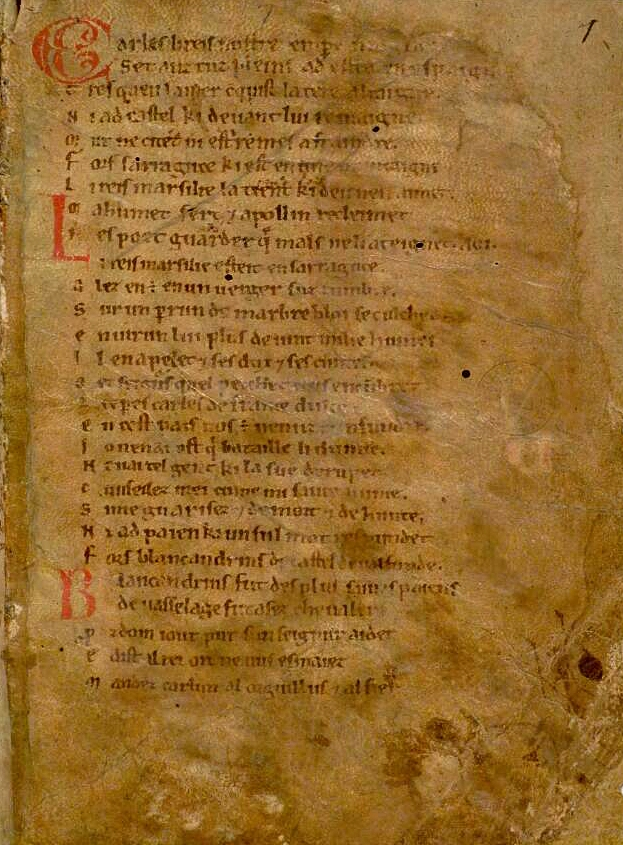
1098年創作的《羅蘭之歌》第一頁

- La Chanson de Roland （页面存档备份，存于） (Old French)
- The Romance of the Middle Ages: The Song of Roland （页面存档备份，存于）, discussion of Oxford, Bodleian Library MS Digby 23, audio clip, and discussion of the manuscript's provenance.
- MS Digby 23b, Digital facsimile of the earliest manuscript of the Chanson de Roland.
- MS Digby 23 （页面存档备份，存于） Catalogue record in Medieval Manuscripts of Oxford Libraries
- Old French Audio clips of a reading of The Song of Roland in Old French
- Timeless Myths: Song of Roland （页面存档备份，存于）
- . . 1905.